# Avenged Sevenfold
Avenged Sevenfold (frecuentemente abreviado como A7X) es una banda estadounidense de heavy metal originaria de Huntington Beach, California, fundada en 1999. Actualmente la banda está formada por el vocalista M. Shadows, el guitarrista rítmico Zacky Vengeance, el guitarrista principal Synyster Gates, el bajista Johnny Christ y el baterista Brooks Wackerman.
La banda comenzó como una banda de género metalcore con su álbum debut Sounding the Seventh Trumpet de 2001 y más tarde con su segundo álbum Waking The Fallen de 2003, en el que The Rev y M. Shadows utilizaron el estilo vocal screaming en muchas canciones de este álbum. La banda es principalmente conocida por la versatilidad de sus estilos musicales, sus dramáticas portadas en cada uno de sus álbumes y su logotipo: Deathbat.
Anteriormente, el baterista y vocalista era The Rev hasta su muerte en diciembre de 2009. Asimismo, el exbaterista de Dream Theater, Mike Portnoy, entró temporalmente a Avenged Sevenfold para ayudar a sus miembros en sus próximos conciertos, incluyendo la gira Nightmare After Christmas durante el 2010 y salió de la banda el 16 de diciembre de ese mismo año tras concluirla.
Después del lanzamiento de su tercer álbum de estudio y primer éxito City of Evil de 2005, Avenged Sevenfold fue transformando su estilo hacia un género más limpio y sin gritos. Posteriormente lanzaron el DVD All Excess que cuenta la historia de la banda desde su formación hasta 2007. En julio de 2010 publicaron su quinto álbum de estudio titulado Nightmare que debutó en la posición #1 en la cartelera Billboard 200. Este fue el último álbum de la banda con su fundador The Rev, ya que sus grabaciones vocales fueron incluidas, mientras que sus demos en la batería fueron reproducidos en esencia por Mike Portnoy. El 11 de abril de 2011 la banda ganó el premio al mejor grupo en directo en el festival Revolver Golden Gods El 26 de agosto de 2013 lanzaron Hail to the King que marcó el debut del baterista Arin Ilejay y también el segundo logro consecutivo de la banda en alcanzar el primer puesto en el conteo de Billboard 200.
The Stage es el séptimo álbum de estudio de la banda estadounidense de heavy metal, Avenged Sevenfold. El álbum fue lanzado al mercado el 28 de octubre de 2016 en los Estados Unidos, bajo el sello discográfico de Capitol Records.
Hasta la fecha, Avenged Sevenfold ha vendido más de 8 millones de discos en todo el mundo.

## Historia

### Formación

#### Primeras canciones (1999-2000)
Los orígenes de Avenged Sevenfold pueden considerarse desde 1998 en Huntington Beach, California, cuando el joven baterista de tan sólo diecisiete años, Jimmy Sullivan, abandonó la banda Suburban Legends decidido a formar una propia. No mucho tiempo después, Jimmy les comentó su idea a tres amigos de la escuela secundaria y les propuso que formaran una nueva banda. Los miembros originales fueron: Jimmy Sullivan (batería, voz), Matt Sanders (voz, guitarra rítmica), Zachary Baker (guitarra líder) y Matt Wendt (bajo). Después de completar su formación, la banda empezó reunirse en su más tarde llamado «clásico garaje de ensayo», inicialmente tocando únicamente covers de sus bandas más influyentes. Después, cada miembro escogió un seudónimo, los cuales ya eran sus apodos de la escuela secundaria.
Para escoger el nombre de la banda, los miembros elaboraron una larga lista de posibles opciones; finalmente eligieron Avenged Sevenfold. Dicho nombre hace referencia a la historia bíblica de Caín y Abel del Génesis; sin embargo, los miembros han manifestado que Avenged Sevenfold no es una banda religiosa.
En 1999 la banda grabó independientemente tres canciones para lo que sería su primer demo. Más tarde, el líder, The Rev, comentó que la primera composición de la banda fue una canción llamada «Forgotten Faces», que también figuró como la primera canción del demo, y junto a otras dos canciones completarían 1999 Demo. El siguiente año, grabaron su segundo demo independiente, 2000 Demo, que constaba de las mismas tres canciones del anterior junto a otras dos nuevas composiciones, conformando un total de cinco canciones oficiales. Más tarde estas mismas canciones serían incluidas en su álbum debut en versión remasterizada.

### Sounding the Seventh Trumpet(2001-2002)

#### Primeras formaciones
Justo después de la grabación de su segundo demo, firmaron su primer contrato con la discográfica Good Life Records para grabar su álbum debut, pero exactamente antes de que esto sucedíera Matt Wendt dejó la banda. Al poco tiempo, un excompañero y amigo de The Rev de la banda Suburban Legends, Justin Sane, ingresó a Avenged Sevenfold como nuevo bajista e inmediatamente entraron a los estudios, sin notar el comportamiento excéntrico de Justin. Fue a mediados de 2001 que se informó que el bajista Justin Sane había realizado un intento de suicidio debido a su consumo excesivo de medicina. Este incidente provocó gran impacto durante la gira Take Action Tour de la banda. El Resultado de este incidente tuvo como consecuencia la cancelación del resto de la gira. Entonces Justin ingresó a un hospital y se mantuvo en malas condiciones por un largo periodo de tiempo, por lo que fue obligado a dejar la banda, siendo reemplazado por Dameon Ash. Ese mismo año en una entrevista, el vocalista líder, M. Shadows, argumentó lo siguiente: 

Después de lo sucedido, Justin permaneció en una institución mental durante bastante tiempo. Cuando hay alguien así en un grupo, altera todo lo que hay a su alrededor y probablemente llegue a arruinarlo. Entonces, tomas conciencia y precaución sobre los demás para que no le suceda esto a más personas.

Después de este incidente, se reveló que el nombre del álbum sería Sounding the Seventh Trumpet. Sin embargo, la grabación del álbum había comenzado desde fines de 1999 cuando Synyster Gates se integró a la banda y estos tenían apenas dieciocho años de edad y estaban aún en la preparatoria. El nombre del álbum fue tomado del libro Apocalipsis, refiriéndose específicamente al capítulo 11, que claramente es el capítulo del sonido de la última trompeta (la séptima trompeta) el cual representa el fin del mundo. Para julio de 2001, el álbum fue publicado a través de Good Life Records.
El 8 de agosto, la banda editó su primer EP, Warmness on the Soul con el único objetivo de promocionar el primer sencillo del álbum, «Warmness on the Soul». Este fue el primer trabajo de la banda que contó con la colaboración del guitarrista Synyster Gates. Este trabajo contiene cuatro canciones de su álbum, más una nueva versión heavy metal de la canción «To End The Rapture»; además de incluir la canción del mismo título del CD junto con su respectivo vídeo musical. El álbum vendió 310.000 unidades sólo en los Estados Unidos. Un año más tarde, la primera canción del álbum fue regrabada con toda la banda completa y posteriormente el álbum fue relanzado en su totalidad con la nueva discográfica de la banda, Hopeless Records.

### Waking the Fallen(2003-2004)

#### Formación Definitiva
La banda comenzó a recibir reconocimiento tocando en el festival Take Action Tour con bandas como Mushroomhead y Shadows Fall. Después de quedarse la banda sin bajista, un amigo cercano, Johnny Christ, se integró como el cuarto y actual bajista (con esto se completaría su formación más duradera). Después de esto, la banda comenzó con la grabación de su segundo álbum de estudio Waking the Fallen aún con la discográfica Hopeless Records. El álbum fue puesto a la venta el 26 de agosto de 2003 y fue por él que por primera vez se perfilaron en Billboard y The Boston Globe. Las canciones del álbum fueron tocadas por primera vez en el Vans Warped Tour en 2003 en donde además grabaron un vídeo en vivo para promocionar su nuevo sencillo «Second Heartbeat». En 2004, Avenged Sevenfold salió de gira una vez más con el Vans Warped Tour, en la que grabaron un vídeo musical para el segundo sencillo del álbum «Unholy Confessions», el cual fue transmitido en MTV2's Headbanger's Ball. Al poco tiempo de la publicación de Waking the Fallen, los miembros de Avenged Sevenfold dejaron Hopeless Records y firmaron un contrato con Warner Bros. Records.
En marzo de 2014, M. Shadows confirmó que Avenged Sevenfold relanzaría Waking The Fallen por su 10.º aniversario. Waking The Fallen: Resurrected fue lanzado el 26 de agosto de 2014. Se divide en tres secciones: Dos CD y un DVD. El primer CD consta de doce canciones recopilatorias; el segundo de la pista que da el nombre al álbum, una versión alterna de Second Heartbeat, cuatro demos y siete grabaciones en vivo; y el DVD que contine un video de aproximadamente 30 minutos denominado Waking The Fallen: Resurrected Documentary, un video de Chapter Four en concierto y dos videos musicales de Unholy Confessions

### City of Evil& Salto a la Fama Mundial (2005-2006)
Después de terminar su gira en el Vans Warped Tour en 2004, la banda editó City of Evil, su tercer álbum de estudio, que fue lanzado el 7 de junio de 2005 y debutó en la posición número #30 en el Billboard 200, vendiendo más de 30 000 copias en su semana de lanzamiento. Seguido del éxito de su nuevo sencillo, «Bat Country», que junto con su videoclip las ventas se dispararon y se convirtió en su primer disco de oro. En este nuevo álbum, la banda se alejó del metalcore, y M. Shadows eligió dejar de gritar, como lo había hecho en sus dos discos anteriores. A pesar de que admite que sufrió daños en la garganta y en las cuerdas vocales e incluso tuvo que pasar por el quirófano para corregir esos problemas, dijo que el cambio en el estilo del grupo no era debido a eso. Este dato aparece en el DVD All Excess.
Andrew Mudrock, productor del segundo y tercer álbum, dijo que antes de grabar Waking the Fallen M. Shadows anunció que quería un CD con gritos en muchas partes, para después hacer uno sin muchos gritos. Este objetivo se alcanzó con City of Evil. Aún con esto, el vocalista afirma que es capaz de gritar mejor que antes gracias al entrenamiento vocal llevado a cabo por Ron Anderson, que había trabajado con otros artistas, tales como Axl Rose, Kylie Minogue o Chris Cornell. Los miembros de la banda comentaron que trabajaron cuidadosamente en el álbum para lograr su fino sonido sin dejar totalmente de lado su sonido original. El álbum recibió críticas positivas en su totalidad por parte de varias revistas y sitios web atribuyendo este álbum como el lanzamiento de la banda hacia la popularidad internacional.

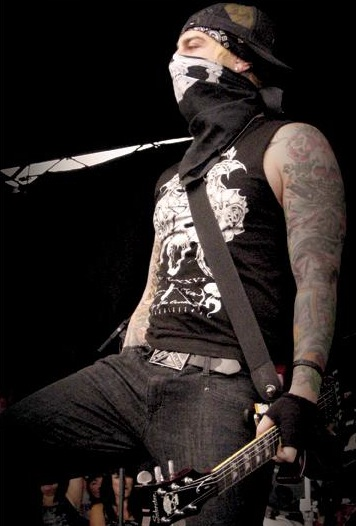
Zacky Vengeance en 2007.

En enero de 2006, City of Evil ganó su segundo disco de oro con el sencillo «Bat Country», publicado en 2005; su música fue escrita en homenaje al periodista y escritor Hunter S. Thompson. El nombre de la canción viene en la página dieciocho del capítulo de su libro Fear and Loathing in Las Vegas, donde Raoul Duke dice: «No podemos parar aquí. Este es el país murciélago». Sin duda fue una de las canciones que más aceptación tuvo por sus fanáticos. En febrero fue publicado el videoclip de «Beast and the Harlot», primera canción de su disco, que llevó a la banda a la cima de muchas tablas en todo el mundo. El riff de esa canción fue elegido como uno de los mejores de la historia por la revista Total Guitar de ese año, llegando al puesto 14, y poco después, el 30 de junio, el de «Seize the Day» tema en donde The Rev toca el piano y es la voz principal. Avenged Sevenfold completó su primera gira mundial en 2006 llegando a lugares diferentes en los Estados Unidos, Europa, Japón, Australia y Nueva Zelanda. Ganó el premio a Mejor artista nuevo en los MTV Music Awards con el vídeo de «Bat Country», superando a artistas como Panic! at the Disco, Rihanna o Chris Brown. El álbum City of Evil fue uno de los cien mejores discos de la historia, nombrado por la revista Guitar World en octubre de 2006, situándose en el número 63. Ha vendido alrededor de un millón de copias en Estados Unidos y un millón y medio a nivel mundial hasta agosto de 2009.

### Avenged Sevenfold& Live in the LBC & Diamonds in the Rough (2007-2008)
El repentino éxito de City of Evil les llevó a ser cabeza de cartel del Ozzfest en 2006, junto con bandas como DragonForce, Lacuna Coil, Hatebreed, Disturbed y System of a Down. Ese mismo año hicieron una gira mundial incluyendo Estados Unidos, Inglaterra, Europa, Japón, Australia y Nueva Zelanda. También ese año terminó una gira en todo el mundo, incluidos EE. UU., el Reino Unido (así como de la Europa continental), Japón, Australia y Nueva Zelanda. Después de la cancelación de algunos conciertos, incluso en Inglaterra con Bleeding Through, la banda anunció la planificación de su cuarto álbum de estudio, titulado Avenged Sevenfold. M. Shadows en una entrevista declaró que no sería Waking the Fallen 2 ni City Of Evil 2, pero que atraería a seguidores de los álbumes anteriores y que aún podría ganar miles más. Antes del nuevo álbum, fue publicado All Excess, el DVD del grupo, el 17 de julio de 2007. Poco después de eso, realizaron escalas en Singapur, Indonesia y Japón.
Avenged Sevenfold fue publicado el 30 de octubre de 2007 y fue un éxito inmediato, encabezando los primeros puestos de las listas de ventas, llegando incluso al número 4 en el Billboard 200 con unas 94 000 copias vendidas en su primera semana. «Critical Acclaim» y «Almost Easy» fueron publicados antes del lanzamiento del álbum. En diciembre de 2007 se hizo un vídeo de animación para su canción «A Little Piece of Heaven», pero solo vio la luz a través de los fanáticos, vía Internet por MVI, debido a la temática de la canción. El video en Youtube fue moderamente censurado por el Paternal Advisory y fue subido por la banda en 2009.
Afterlife y su videoclip fueron publicados en enero de 2008. Su cuarto sencillo, «Dear God», fue publicado el 30 de septiembre de 2008. El álbum homónimo llegó a vender más de 500 000 copias y fue galardonado como Álbum del año en la revista Kerrang!
El 17 de noviembre de 2007 alcanzó el número 1 en la lista Billboard Rock Albums, Billboard Alternative Albums y Billboard Hard Rock Albums. En los últimos meses de 2008, la banda tuvo que detener su gira debido a un problema con la cuerdas vocales del vocalista principal M. Shadows. En febrero de 2009 se inició una nueva gira, lo cual quería decir que Matt se había recuperado, durante el verano terminaron con ésta y empezaron con la planificación de un nuevo álbum de estudio.
Avenged Sevenfold encabezó el Taste of Chaos Tour junto con bandas como Atreyu y Bullet for My Valentine. Utilizaron una grabación de su última presentación en directo en Long Beach, California, para su primer álbum en directo, Live in the LBC & Diamonds in the Rough, un CD/DVD que fue publicado el 16 de septiembre de 2008. Hicieron versiones de las canciones «Walk», de Pantera, «Flash of the Blade», de Iron Maiden (para el álbum tributo Maiden Heaven) y «Paranoid», de Black Sabbath (para el álbum Covered, a Revolution in Sound), de las cuales las dos primeras fueron incluidas en el álbum Live in the LBC & Diamonds in the Rough. El CD/DVD vendió 20 000 copias en su semana de publicación y más de 100 000 hasta la fecha. Logró el número 24 en el Billboard 200, el número 9 en el Billboard Rock Albums, el número 7 en el Billboard Alternative Albums y el número 6 en el Billboard Hard Rock Albums.
En junio de 2008 colaboraron en un disco tributo titulado Maiden Heaven en honor al legendario grupo Iron Maiden, haciendo una versión de la canción «Flash Of The Blade» al lado de otras bandas como Metallica, Dream Theater, Devildriver, Trivium, Machine Head y Black Tide, el cual fue patrocinado por la revista Kerrang! También colaboraron en el último álbum del grupo Good Charlotte y Good Morning Revival en la canción «The River».
En este mismo año realizaron una gira en Latinoamérica tocando por primera vez en Chile, Brasil y México.

### Fallecimiento deThe Rev&Nightmare(2009-2012)
En enero de 2009, M. Shadows confirmó que la banda había empezado a producir su quinto álbum de estudio; dijo que esta vez buscaban un estilo más clásico y progresivo, con canciones largas. También mencionó que este disco sería la hazaña más grande de la banda, y que terminada su gira, el 1 de agosto de 2009, entrarían a grabar, el mismo día que Waking The Fallen consiguió ser disco de oro. También anunciaron que tocarían en el Rock on the Range, del 16 al 17 de mayo de 2009. El 16 de abril tocaron una versión de la canción de Guns N' Roses «It's So Easy» en el Nokia Theater, en Los Ángeles, junto con Slash en tarima. M. Shadows fue presentado en el debut solista de Slash con la canción «Nothing to Say».
El 15 de julio de 2009 actualizaron su página electrónica y perfil de Myspace con una declaración de M. Shadows, que decía que el trabajo en el próximo álbum se había iniciado, pero todavía estaban «girando en torno a ideas». La actualización fue el mismo día en que Waking the Fallen fue disco de oro. En una entrevista, M. Shadows reveló que después de que la banda completara su gira en el Festival de Sonisphere, el 2 de agosto, entraran en el estudio para componer y grabar un nuevo álbum de estudio, un seguimiento de su disco homónimo.
El 24 de diciembre de 2009 se anunció que Avenged Sevenfold había llegado en el segundo lugar en Ultimate Guitar Top Ten de bandas de la década, perdiendo el primer puesto ante Metallica.
El 28 de diciembre de 2009, Jimmy «The Rev» Sullivan fue encontrado muerto en su casa. El forense de Orange County, Mitchell Sigal, confirmó a la revista Rolling Stone que Jimmy «The Rev» Sullivan murió debido a una sobredosis accidental de medicamentos con receta y alcohol. Los reportes de toxicología indican que Sullivan sufrió una «grave intoxicación» dado a efectos combinados de oxicodona, oximorfina, diazepam/nordiazepam y etanol. Poco después de su muerte, los miembros de la banda hicieron la siguiente declaración:

Con gran tristeza y pesar en nuestros corazones damos hoy la noticia del fallecimiento de Jimmy «The Rev» Sullivan. Jimmy no sólo fue uno de los mejores bateristas del mundo, sino que también, y es aún más importante, fue nuestro mejor amigo y hermano. Nuestros pensamientos y oraciones están con la familia de Jimmy, y esperamos que se respete su privacidad durante este difícil momento. Jimmy, siempre estarás en nuestros corazones. Te queremos.
M Shadows, Synyster Gates, Zacky Vengeance y Johnny Christ

El 5 de enero de 2010, un funeral privado se llevó a cabo para Sullivan, y un día más tarde fue enterrado en el cementerio Good Shepherd de su ciudad natal, Huntington Beach.
El 17 de febrero de 2010, la banda anunció que entraban a grabar el nuevo disco con el baterista Mike Portnoy. Shadows, vocalista de la banda, dijo que le preguntaron a Mike sobre grabar el nuevo disco con ellos, ya que era uno de los ídolos de Jimmy «The Rev», y Mike dijo que sería un honor.
En una entrevista con M. Shadows acerca de la muerte de The Rev, confirmó que la publicación del nuevo álbum sería para julio de 2010. En una entrevista realizada por un diario independiente de Huntington Beach a los padres de Jimmy Sullivan, Barbara y Joseph, Bárbara comentó: «Jimmy escribió algunas canciones realmente buenas. Yo estaba muy orgullosa de él, y sé que a pesar de que será muy difícil para ellos, la banda hará un gran trabajo en su nuevo álbum». La banda dedicó su último álbum de estudio a Jimmy.
M. Shadows y Synyster Gates revelaron en Hard Drive Radio algunos detalles del nuevo álbum:
«El nuevo álbum, ‘Nightmare’, está dedicado a su memoria y aunque no es un álbum conceptual, está centrado en The Rev. Lo raro del álbum es que hay una canción que se llama ‘Fiction’ [Ficción, nombrada así por The Rev] que primero se llamaba ‘Death’ [Muerte]. Esa canción fue la última que The Rev escribió para el álbum, y cuando la terminó dijo: «Ya está, ésta es la última canción para el disco». Tres días después, falleció.
Más tarde, Matt hablaba en The Pulse Of Radio sobre la participación del fallecido Jimmy Sullivan: «Jimmy en realidad dejó un par de voces grabadas. Son como una especie de despedida. Simplemente sucede que las cantó en el tono, cantó las palabras muy claras, y no había sangrado en los micros ni nada, y entonces las usamos en el disco. Así que, en realidad, Jimmy canta en el disco. Todos sus rellenos de batería están intactos, es como si Jimmy las tocara. Es como si fuera nuestro último disco con Jimmy, más o menos». De esta manera se aprecia las últimas notas de Jimmy Sullivan en este álbum principalmente por el sencillo Nightmare que fue hecho a base de notas grabadas por The Rev, en este caso Nightmare es una de varias canciones que logró tocar Jimmy en el último álbum y también se incluye a Welcome to the Family.

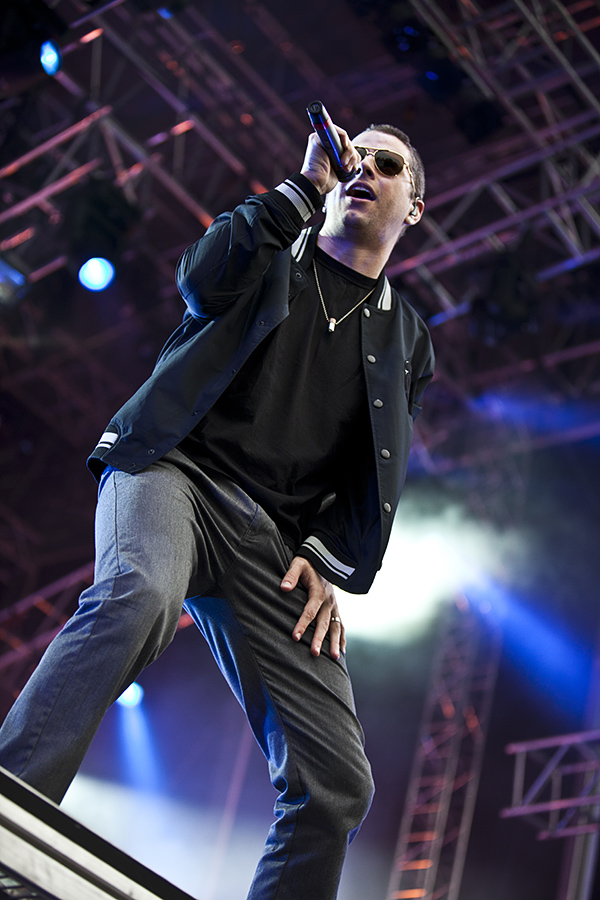
M. Shadows en 2011.

El quinto álbum de estudio de Avenged Sevenfold titulado Nightmare se lanzó al mercado el 27 de julio de 2010, junto con la Deluxe edition. Nightmare debutó en el número 1 del Billboard 200 siendo este su primer álbum en llegar a esta posición y destronando las 5 semanas de número uno del álbum Recovery de Eminem. Cuatro canciones fueron lanzadas como sencillos: «Nightmare», «Welcome to the Family», «So Far Away» y «Buried Alive». Hasta el momento, el álbum ha vendido más de 500 000 copias en EE. UU.
Mike Portnoy anunció en una entrevista con Sabian que seguiría siendo baterista de Avenged Sevenfold durante el siguiente año. Sin embargo, el 16 de diciembre del 2010 Mike Portnoy anunció su salida de Avenged Sevenfold. El 16 de enero del 2011 en una entrevista con la revista Metal Hammer, Shadows dijo que están escribiendo y grabando demos para su próximo álbum. El vocalista prometió que Avenged Sevenfold seguiría vivo junto con su hermano The Rev y mientras decidió no sacar a la luz el baterista que suplantaría a Portnoy tras su abandono. Así el 22 de enero del 2011, Avenged Sevenfold reveló a su nuevo baterista llamado Arin Ilejay, que proviene de la banda Confide.

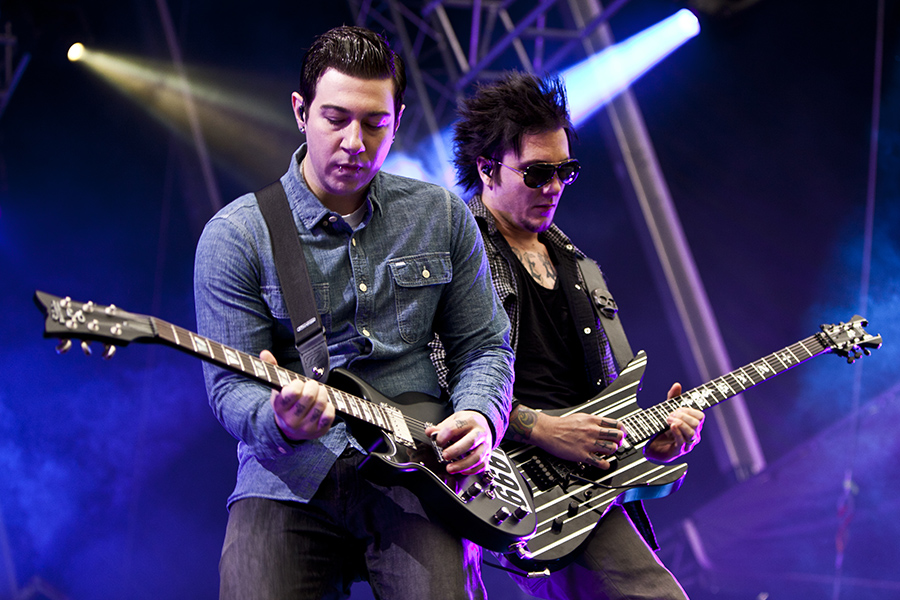
Zacky Vengeance y Synyster Gates en vivo en 2011.

El 10 de febrero del 2011 a través de su página oficial, en Facebook y otras redes sociales, anunciaron que su gira pasaría por América Latina, incluyendo México, Brasil, Argentina y Chile. También anunciaron su posterior gira a «Nightmare After Christmas», se llamó «Welcome To The Family Tour» y pasó de momento por U.S.A, llevando en el cartel a Three Days Grace, Bullet For My Valentine y Sevendust.
En mayo de 2011, se confirmó que la banda había escrito una canción nueva que se incluirán en el paquete «The Escalation DLC» de Call of Duty: Black Ops. Esta fue la primera canción que los desarrolladores de Treyarch había encargado a una banda desde el nacimiento de la franquicia. La canción titulada «Not Ready to Die», fue lanzado en iTunes el 2 de mayo de 2011. El 24 de septiembre de 2012 salió a la luz una nueva canción para el juego Call of Duty: Black Ops 2 llamada «Carry On», más tarde, en el álbum Hail To The King, se incluyó la canción llamada «Shepherd of Fire», que se utilizó también en el juego Call of Duty: Black Ops 2, en el modo zombis, como un Easter Egg musical en el mapa de «Origins».
El baterista Arin Ilejay es quien estuvo apoyando a la banda como batería provisional para sus conciertos de 2011 y 2012.

### Hail to the King(2013 - 2014)
En una entrevista con Metal Hammer, M. Shadows declaró que la canción «Carry On» no representaba el camino en la que la banda deseaba que fuera el nuevo álbum: «Estamos trabajando en el álbum desde septiembre, y esta canción no es el camino que estamos tomando, ni nada parecido, pero quiero que la gente comprenda que si les gusta o no la canción, no importa, porque el álbum es totalmente diferente. Estamos trabajando hacia una dirección en la que yo confío». El 15 de abril de 2013 cambiaron su página web, donde colocaron una radio llamada Tholomew, en memoria de The Rev. Más tarde, el 27 de junio tras una serie de pistas y teniendo que completar un rompecabezas, se reveló la portada del nuevo álbum que se titula «Hail To The King» que fue lanzado el 26 de agosto de 2013.
A principios de 2014, M. Shadows concedió una entrevista a Loudwire en la que afirmaba que estaban trabajando en un nuevo DVD. El 18 de junio, M. Shadows fue entrevistado por TechRadar y anunció el nombre del DVD, que se llamaría This Is Bat Country, el DVD contará con la banda sonora del videojuego Hail To The King: Deathbat.

### The Stage& Mad Hatter & Salida deArin Ilejay(2015-2018)
En octubre de 2014, M. Shadows confirmó que la banda comenzaría a escribir su séptimo álbum a mediados de 2015.
En julio de 2015, la banda anunció en su sitio web que se separarían del baterista Arin Ilejay, debido a "diferencias creativas". En octubre de 2015, la banda anunció en su sitio web que habían estado trabajando con un nuevo baterista durante más de un año, asegurándose de que encajaba bien antes de hacer cambios repentinos. El 21 de octubre, en una entrevista con Kerrang!, el guitarrista Zacky Vengeance reveló que la banda había estado trabajando en el nuevo álbum durante los últimos meses y que algunas canciones ya habían sido completamente escritas. El 4 de noviembre de 2015, la banda anunció que Brooks Wackerman reemplazaría a Arin Ilejay como baterista de Avenged Sevenfold. En una entrevista con Kerrang! El 3 de diciembre, el guitarrista Zacky Vengeance dijo que el nuevo álbum fue en todo tipo de direcciones agresivas y melódicas y lo describió como muy "aggro".
El 14 de enero de 2016, Billboard informó que Avenged Sevenfold había sido demandado por Warner Bros. por tratar de abandonar la casa discográfica. Más tarde, la banda lanzó una declaración aclarando que querían irse porque la mayoría de los ejecutivos que ayudaron a firmar la banda con Warner Bros ya no estaban en el sello. También revelaron que la banda iba a ingresar al estudio para grabar su nuevo álbum muy pronto, con la intención de lanzarlo más adelante en 2016. El 31 de marzo, la banda publicó un adelanto de su próximo álbum en su sitio web.
El 18 de agosto de 2016, la banda realizó un show en vivo gratis para 1500 personas en Minnesota, marcando la primera presentación en vivo con el nuevo baterista Brooks Wackerman. La banda se anunció como banda invitada de Metallica y Volbeat en el U.S. Bank Stadium el 20 de agosto de 2016, convirtiéndose en su primera presentación en estadio. La banda fue anunciada como cabeza de cartel de Monster Energy Rock Allegiance 2016, junto con Alice in Chains, Slayer, The Offspring, Breaking Benjamin y otros. Avenged Sevenfold también participó en el festival "Louder Than Life" como cabezas de cartel el 1 de octubre, con Slipknot, Slayer, Disturbed, Korn y otros artistas. El 21 de junio, la banda anunció una gira de otoño en Estados Unidos con Volbeat, Killswitch Engage y Avatar. La banda también anunció una gira por el Reino Unido para enero de 2017 con Disturbed e In Flames. Avenged Sevenfold fue anunciado como cabeza de cartel de la edición 2016 del "Knotfest México". La banda también anunció la gira europea para febrero y marzo de 2017 junto con Disturbed y Chevelle.
El 3 de octubre de 2016, el logotipo de la banda Deathbat comenzó a aparecer como una proyección en Londres. Después de eso, Deathbat también comenzó a aparecer en Berlín, Toronto y París, lo que indica un lanzamiento del nuevo álbum. El 12 de octubre, Chris Jericho publicó una foto de Instagram del logotipo de Deathbat con una fecha del 12/9/16 debajo. Luego reveló el supuesto título del álbum, Voltaic Oceans, Más tarde se reveló que el nuevo álbum en realidad se llamaría The Stage, un álbum conceptual sobre inteligencia artificial, que se lanzó el 28 de octubre de 2016 a través de Capitol Records. El álbum fue lanzado a críticas generalmente favorables, y la banda decidió hacer una producción teatral única para él, contratando directores del Cirque du Soleil para su realización.
Avenged Sevenfold fue anunciado como el principal acto de apoyo en la gira de verano del estadio WorldWired Tour 2017 de Metallica en los Estados Unidos y Canadá, junto con Volbeat y Gojira. La banda también anunció una serie de espectáculos de verano en Estados Unidos en 2017 de The Stage World Tour, con Volbeat, Motionless in White y A Day to Remember como invitados especiales en varias fechas.
El 22 de diciembre de 2017, la banda lanzó una edición deluxe de The Stage que incluía una nueva canción original, seis covers y cuatro canciones en vivo de su gira europea a principios de ese año.
En una entrevista de diciembre de 2017 con Billboard, M. Shadows reveló que la banda está planeando "una gran gira de verano de Estados Unidos en 2018", y que la banda comenzaría a trabajar en el seguimiento de The Stage a fines de 2018. La gira End of the World con Prophets of Rage se anunció más tarde para el verano de 2018. La banda también fue anunciada como una de las cabezas de cartel del Festival Rock on the Range y Download Festival de 2018, además de aparecer en Hellfest, Graspop Metal Meeting, Rock am Ring y Rock Im Park el mismo año. Debido a la formación de una ampolla de sangre en la garganta de M. Shadows, la banda canceló las fechas restantes de su gira de verano con Prophets of Rage.
Avenged Sevenfold fue nominado en la 60ª entrega anual de los Premios Grammy en la categoría "Mejor canción de rock" para The Stage.
La banda lanzó un nuevo sencillo titulado "Mad Hatter", que es parte de un EP de 4 canciones. La canción aparecerá en la próxima secuela del videojuego Call of Duty: Black Ops 4. El EP completo consta de tres pistas anteriores junto con "Mad Hatter" que Avenged Sevenfold ha producido para el videojuego en el pasado.
El bajista Johnny Christ en una entrevista de mayo de 2018 confirmó que la banda está obteniendo ideas y escribiendo en sus propios estudios para comenzar el próximo disco en septiembre u octubre de 2018.
En septiembre de 2018, Synyster Gates reveló en una entrevista con Loudwire que la banda comenzó a trabajar en su octavo álbum de estudio, diciendo "Todavía es temprano, pero estamos trabajando en un montón de cosas".

### Diamonds in the Roughy vuelta a los escenarios (2019-2022)
En marzo de 2019, Zacky Vengeance declaró que la banda tomaría el resto del año fuera de gira para concentrarse en el próximo álbum, diciendo que la banda está realmente enfocada en el nuevo material. En enero de 2020, Avenged Sevenfold lanzó "Set Me Free", una canción inédita grabada durante las sesiones de grabación de Hail to the King. También anunciaron que la canción se incluiría en un relanzamiento remasterizado de Live in the LBC & Diamonds in the Rough, que se lanzará el 6 de marzo y el 7 de febrero, respectivamente. También se anunció un vinilo transparente de edición limitada de Diamonds in the Rough.

### Life Is but a Dream...(2023)
El 14 de marzo de 2023, después de varios días de videos teaser, la banda lanzó el primer sencillo "Nobody" junto con un video musical. Al mismo tiempo, anunciaron oficialmente que su próximo octavo álbum de estudio Life Is but a Dream... y también revelaron la portada del álbum junto con la lista de canciones. El 2 de junio de 2023 el álbum fue lanzado a la venta con una muy buena recepción por parte de la afición, puesto que se trata de un nuevo disco tras una larga espera de casi 7 años desde su último disco The Stage, lanzado el 28 de octubre de 2016. Sin embargo transcurridas las horas comenzaron a llegar las críticas, mayormente negativas por parte de los mismos fanes, en el nuevo disco se le ve a la banda explorando y combinando estilos de música como Jazz, Rock y Soul con efectos experimentales, algo bastante ajeno al estilo que caracteriza a la banda de heavy metal y que no ha convencido del todo a los fanes, sin embargo, a pesar de este disco experimental hubo canciones como "Mattel", "Nobody" y "Cosmic" que tuvieron una buena recepción y críticas muy favorables. La canción "G" es la primera canción en la historia de la banda que es tocada con guitarras de 7 cuerdas.

## Características musicales

### Nombre del grupo y significado de las letras
El nombre del grupo significa «vengado siete veces» y hace referencia al Génesis, capítulo 4, versículo 15: «Caín dijo a Dios: “¡Grande es mi castigo para ser soportado! He aquí que me echas hoy de la faz de la Tierra, y me esconderé de tu presencia. Seré errante y fugitivo en la Tierra, y sucederá que cualquiera que me halle me matará”. Dios le respondió: “No será así. Cualquiera que mate a Caín será vengado siete veces. Entonces Dios puso una señal sobre Caín, para que no lo matase cualquiera que lo hallase».
El título de Chapter Four hace referencia al Génesis, 4:15, el capítulo en el que tiene lugar la historia de Caín y Abel. «Beast and the Harlot» también está basada en la Biblia; narra en primera persona la historia del castigo a la Gran Babilonia, imperio mundial y base de una falsa religión, la cual se encuentra en los capítulos 17 y 18 de Apocalipsis, haciendo referencia a Eva comiendo la fruta prohibida. Aunque el nombre del grupo y de sus componentes en el escenario tiene que ver con la religión, M. Shadows dijo en una entrevista en 2010 que no son una banda religiosa: «Nadie que lea las letras y realmente sepa algo sobre nosotros sabría que no estamos promocionando nada. En este grupo hay algo que me encanta, y es que nunca inculcamos ningún tipo de creencias religiosas o políticas en la gente. La música está ahí para entretener y quizá provocar reflexiones en ambos lados, pero no intentamos realmente poner nada en la boca de nadie. Creo que hay demasiados grupos que hacen eso hoy en día».

### Estilo musical e influencias
Avenged Sevenfold en sus primeros dos discos tocaba un estilo de metalcore melódico, con Sounding the Seventh Trumpet toma mucha influencia del skate punk. Para City Of Evil, la banda se alejó del sonido metalcore, orientandose más hacia el hard rock y heavy metal. La banda para ese disco tomó como inspiración a bandas clásicas como Queen, Dream Theater, Metallica, Pantera así como "el sonido de metal europeo" de Sonata Arctica, Helloween, Blind Guardian y en menor medida, Childen Of Bodom.
Otras bandas y artistas que citan son Boston, Alice Cooper, Black Sabbath, Led Zeppelin, Elton John, Django Reinhardt, Stéphane Grappelli, John 5, At The Gates, Korn, Deftones, Rage Against The Machine, Pantera, Guns N' Roses, Def Leppard, Ozzy Osbourne, Megadeth, Iron Maiden, Motorhead, Slayer, Misfits, NOFX, Pennywise, Bad Religion, Donuts N' Glory (a la que M. Shadows refiere como "la mejor banda punk de todos los tiempos"), Corrosion of Conformity, Alice In Chains, System Of A Down, Ennio Morricone y Kanye West como sus influencias artísticas.
En la versión deluxe de su álbum The Stage, la banda realizó covers de bandas que también los influenciaron como Del Shannon, the Rolling Stones, the Beach Boys, the Vandals, Pink Floyd y Mr Bungle. En este disco, la banda adopta un estilo más cercano al metal progresivo.

### Legado
Bandas actuales como Beartooth, Miss May I, Abandon All Ships, DangerKids, Asking Alexandria y Black Veil Brides citan a Avenged Sevenfold como influencia.

### Deathbat[115]
La banda usa un emblema conocido como «Deathbat». Fue originalmente diseñado por una artista amiga de la banda de la secundaria, Micah Montague. Se ve por primera vez en el álbum Sounding the seventh trumpet. Deathbat ha aparecido en todas las carátulas de los álbumes de la banda, muchos de los cuales fueron diseñados por CamRackam, un amigo cercano de la banda; ha pasado de ser solo una calavera con alas de murciélago a aparecer en ocasiones como un esqueleto completo con las mismas alas, como puede verse en la carátula de City of Evil. En Sounding the Seventh Trumpet aparecen imágenes de dos personas (que aparentan ser Caín y Abel), otro ángel y un Deathbat semiopaco debajo de ellos. Deathbat también aparece en las carátulas de varios sencillos como «Bat Country», «Warmness on the Soul» y «Critical Acclaim».
El Deathbat llegó incluso a aparecer en un videojuego oficial de la banda llamado Hail To The King: Deathbat que salió el 10 de octubre de 2014, donde aparecieron 16 trabajos artísticos de la banda nunca vistos, 8 nuevas canciones y versiones renovadas de antiguas canciones.
El Deathbat causó controversia debido a su similitud con Chaly, la mascota o emblema del grupo de thrash metal Overkill, que fue creado muchos años antes, debido a las similitudes entre ambos.

## Miembros
| Miembros actuales - M. Shadows: voz, piano, teclados (1999-presente) - Synyster Gates: guitarra líder, piano, teclados, coros (2000-presente), voz (2013-presente), guitarra rítmica (a veces en conciertos) - Zacky Vengeance: guitarra rítmica (2000-presente), coros (1999-presente), guitarra líder (1999-2000, a veces en conciertos) - Johnny Christ: bajo (2002-presente), coros (2005-presente) - Brooks Wackerman: baterista (2015-presente) | Miembros anteriores - Matt Wendt: bajo (1999-2000) - Justin Sane: bajo, piano (2000-2001) - Dameon Ash: bajo (2001-2002) - The Rev: batería, piano (1999-2009, su muerte), coros (1999-2007), voz (2007-2009, su muerte) - Arin Ilejay: batería (2013-2015, como miembro de apoyo y sesión: 2011-2013) Miembro de apoyo y sesión - Mike Portnoy: batería (2010) |

Cronología

## Discografía
Álbumes de estudio
- Sounding the Seventh Trumpet (2001)
- Waking the Fallen (2003)
- City of Evil (2005)
- Avenged Sevenfold (2007)
- Nightmare (2010)
- Hail to the King (2013)
- The Stage (2016)
- Life Is but a Dream...  (2023)

## Apariciones en videojuegos
En la banda colaboró en los videojuegos: Need for Speed: Most Wanted de EA en 2005 con su canción «Blinded in Chains», en SSX On Tour con «Bat Country», en Burnout Revenge con «Beast and the Harlot», Guitar Hero 3 con la canción «Almost Easy», Rock Band 4 con «Hail to the King» en Guitar Hero 5 con «Afterlife» y en Guitar Hero 6 nuevamente con «Bat Country». Aparecieron en un mapa de Zombis en Call of Duty: Black Ops con «Not Ready to Die» y con «Nightmare». Aparecieron en el final de Call of Duty: Black Ops 2 junto a los personajes Woods y Menéndez tocando en un concierto la canción «Carry On». En 2007 colaboran en el juego Need For Speed: ProStreet con su canción Almost Easy. También, aparece la canción «Natural Born Killer» en el juego Twisted Metal. En el mapa descargable del modo zombis de Call of Duty Black Ops 2 llamado «Origins»[cita requerida] y en la banda sonora de EA Sports UFC aparece la canción «Shepherd of fire». La canción «This Means War» aparece en la banda sonora del juego WWE 2K15 y más reciente con su última canción Mad Hatter en el Call of Duty Black Ops 4 Zombies. En la última actualización de Asphalt Legends Unite, Gameloft pone a Cosmic y Nobody en el Menú de Inicio, Mientras que Bat Country, Hail Of The King, Nigtmare y Welcome To The Family son canciones durante de la carrera, e incluye el evento especial de Avenged Sevenfold. En 2024 se escucha en el nitrodromo una de sus canciones más conocidas en el juego Fortnite: Battle Royale. Nitrodromo es una ubicación con nombre en  que se agregó en el Capítulo 5: Temporada 3 a la isla Helios. El Nitrodromo es un estadio grande con varias rampas y modificaciones de vehículos propiedad del maestro de ceremonias Scarr. Cuando llegues, se reproducirá Hail To The King. (Fortnite Wiki)

## Premios
| Año  | Trabajo                                              | Premio                                       | Resultado |
| ---- | ---------------------------------------------------- | -------------------------------------------- | --------- |
| 2006 | Banda                                                | MTV Music Awards: Mejor nuevo artista        | Ganador   |
| 2006 | Banda                                                | Golden God Awards: Mejor banda internacional | Ganador   |
| 2006 | Synyster Gates en City of Evil                       | Total Guitar: Guitarrista del año            | Ganador   |
| 2006 | Synyster Gates en City of Evil                       | Premio Dimebag Darrel "Young Shredder"       | Ganador   |
| 2006 | Banda                                                | Kerrang! Awards: Mejor banda del planeta     | Nominado  |
| 2008 | Banda                                                | Kerrang! Awards: Mejor banda internacional   | Nominado  |
| 2008 | Banda                                                | Kerrang! Awards: Mejor banda en directo      | Nominado  |
| 2008 | Álbum Avenged Sevenfold                              | Kerrang! Awards: Álbum del año               | Ganador   |
| 2010 | The Rev en Nightmare                                 | Golden God Awards: Mejor batería             | Ganador   |
| 2010 | Banda                                                | Kerrang! Awards: Mejor banda internacional   | Nominado  |
| 2011 | Mike Portnoy en Nightmare                            | Golden God Awards: Mejor batería             | Ganador   |
| 2011 | Synyster Gates y Zacky Vengeance en Nightmare        | Golden God Awards: Mejores guitarristas      | Ganador   |
| 2011 | M. Shadows en Nightmare                              | Golden God Awards: Mejor cantante            | Ganador   |
| 2011 | Álbum Nightmare                                      | Golden God Awards: Álbum del año             | Ganador   |
| 2011 | Banda                                                | Golden God Awards: Mejor banda en directo    | Nominado  |
| 2011 | Banda                                                | Kerrang! Awards: Mejor banda en directo      | Nominado  |
| 2011 | Canción Nightmare                                    | Kerrang! Awards: Mejor sencillo              | Nominado  |
| 2011 | Álbum Nightmare                                      | Kerrang! Awards: Álbum del año               | Nominado  |
| 2011 | Banda                                                | Kerrang! Awards: Mejor banda internacional   | Nominado  |
| 2011 | Canción Buried Alive                                 | Revolver Magazine: Canción del año           | Nominado  |
| 2012 | Banda                                                | Golden God Awards: Mejor banda en directo    | Ganador   |
| 2012 | Banda                                                | Golden God Awards: Fans más dedicados        | Ganador   |
| 2013 | Canción Carry On                                     | Golden God Awards: Canción del año           | Nominado  |
| 2014 | Banda                                                | Golden God Awards: Fans más dedicados        | Ganador   |
| 2014 | Álbum Hail to the King                               | Golden God Awards: Álbum del año             | Nominado  |
| 2014 | M. Shadows en Hail to the King                       | Golden God Awards: Mejor cantante            | Ganador   |
| 2014 | Synyster Gates y Zacky Vengeance en Hail to the King | Golden God Awards: Mejores guitarristas      | Ganador   |
| 2014 | Arin Ilejay en Hail to the King                      | Golden God Awards: Mejor batería             | Ganador   |
| 2014 | Johnny Christ en Hail to the King                    | Golden God Awards: Mejor bajista             | Nominado  |
| 2014 | Canción Hail to the King                             | Golden God Awards: Canción del año           | Nominado  |
| 2017 | Banda                                                | Loudwire Music Awards: Mejor banda del año   | Ganador   |
| 2017 | Álbum: The Stage                                     | Loudwire Music Awards: Álbum del año         | Ganador   |
| 2018 | Canción The Stage                                    | Grammy Awards: Mejor Canción de Rock         | Nominado  |